# The Saboteur
The Saboteur este un joc video neo noir, open world și third person de acțiune-aventură, a cărui acțiune are loc în timpul celui de-al doilea război mondial, în Franța ocupată de Germania nazistă. A fost publicat de Electronic Arts și dezvoltat de Pandemic Studios, acesta fiind ultimul joc al studioului.

## Gameplay

Jucătorul stând la un colț de stradă.

Jucătorul poate explora Parisul ocupat de naziști, unele din satele franceze și parți ale Germaniei. Culoarea este un element-cheie al jocului. Zonele ocupate de naziști sunt reprezentate în alb-negru, cu excepția irisurilor personajelor, luminilor stradale, sângelui, simbolurilor albastre ale Rezistenței franceze, dar și ale svasticelor de pe brațele naziștilor. În aceste zone, soldații germani sunt în număr mai mare, ceea ce înseamnă că Sean va fi detectat mult mai repede în ”activitățile” sale. Pentru ca districtul să fie ”reînviat”, jucătorii trebuie să slăbească forțele germane ce au ocupat zona. Odată ce districtul va fi eliberat, cetățenii își vor recăpăta speranța, ceea ce va face ca zona să fie, din nou, plină de culoare și vibrantă. Germanii din această zonă nu vor fi complet evacuați, dar Sean are o șansă mai mare de a scăpa, de vreme ce ei nu vor mai fi omniprezenți și se vor afla doar la baze militare, barăci, puncte de control, sedii și alte locuri importante strategic. În plus, francezii vor juca un rol important în bătăliile pentru zonele colorate. De exemplu, dacă Sean va intra în conflict cu un soldat nazist, aliații, precum Rezistența franceză sau chiar civilii francezi, vor sări în ajutorul lui Sean. 
Pe tot parcursul jocului, Sean își poate actualiza abilitățile și arsenalul via "Perks", precum acuitatea la tragerea cu pușca cu lunetă, muniția, daunele și altele. Perks-urile sunt obținute prin acțiuni, precum evadarea alarmelor, țintele omorâte cu pușca cu lunetă sau distrugerea unor instalații sau vehicule germane. Jucătorul are și abilitatea de a se urca pe clădiri sau de a alerga pe acoperișuri, unde se pot găsi, câteodată, provizii lăsate de britanici sau o priveliște mai bună pentru o asasinare. Garajele sunt disponibile pentru jucător, iar aici se pot salva vehicule sau se pot repara cele stricate. Jucătorul poate intra într-o luptă corp-la-corp sau poate folosi stealth-ul, care reprezintă furișarea sau folosirea uniformei naziste ca deghizare.
Dacă jucătorul moare în timp ce explora liber harta, Sean își va pierde toate armele și grenadele avute înainte de moarte. Jucătorul poate cumpăra arme, muniție, explozibile, hărți și alte lucruri de la ”negru”. Odată ce jucătorul a cumpărat o armă, Sean o poate folosi oricând și oriunde.

### The Midnight Show
Un cod pentru un DLC intitulat  "The Midnight Show" a fost disponibil gratis pentru cei care au cumpărat o copie nouă a jocului pentru platformele Xbox 360 sau PlayStation 3. Pentru versiunea de Windows, conținutul suplimentar era deja inclus pe disc. Acest conținut a fost lansat mai târziu și pe platformele Xbox Live Marketplace și PlayStation Network (în Regatul Unit, conținutul este disponibil gratis), pentru cei care nu aveau codul.
Conținutul suplimentar îi oferea jucătorului bordeluri suplimentare și locuri unde putea să se ascundă. Acesta includea și un minijoc, în care jucătorul putea să câștige iteme, precum o mașină, care nu puteau fi găsite în campanie. Cel mai important lucru, însă, era faptul că instalarea conținutului făcea ca toate fetele de la bordel să apară topless, cu toate că nuditatea încă poate fi activată sau dezactivată. Acest lucru a cauzat controverse după lansarea jocului.

## Povestea
Protagonistul jocului, Sean Devlin (bazat pe William Grover-Williams), este un mecanic irlandez de mașini de curse, cunoscut de cluburile de automobilism din Paris. După ce a pierdut necinstit Marele Premiu al Saarbrückenului din 1940 în fața colonelului nazist Kurt Dierker, Sean, împreună cu cel mai bun prieten al său, Jules Rousseau, vor să se răzbune și îi sabotează mașina cu care a câștigat. După ce au fost prinși, Dierker îl omoară pe Jules în timpul interogării, sub pretextul că ar fi spion britanic. Sean reușește să scape, iar restul jocului relatează lupta lui Sean cu colonelul, încercarea de a-și răzbuna prietenul și de a o proteja pe sora acestuia, Veronique. El este recrutat de liderul Rezistenței franceze, Luc, iar agentul SOE Skylar St. Clair (care are o mică istorie cu Sean) îl ajută în lupta sa. Povestea are loc în timpul celui de-al doilea război mondial, în Franța ocupată de Germania nazistă, dar războiul în sine este folosit ca fundal pentru povestea principală, care este despre lupta lui Sean pentru a răzbuna moartea lui Jules, pentru a o proteja pe sora lui Jules, Veronique, și pentru a-l omorî pe Kurt Dierker.

## Dezvoltare
Jocul a fost numit cântecul de lebădă al dezvoltatorului, de vreme ce Pandemic Studios a fost închis după lansarea jocului.
După lansare, clienții s-au plâns din cauza faptului că jocul nu poate fi rulat pe plăcile video ATI. Unele magazine de jocuri, precum Direct2Drive, au anunțat pe site-ul propriu problemele în legătură cu compatibilitatea jocului. O soluție ar fi ca utilizatorul să dezactiveze complet procesarea multi-core, care ar crește semnificant performanța calculatorului. Angajații Pandemic au ascultat plângerile fanilor și au lansat un patch pe 18 decembrie 2009. Informațiile patch-ului arată că utilizatorii cu procesoare quad core vor avea probleme serioase de streaming, ceea ce îi cere utilizatorului să folosească varianta single core. Cu toate acestea, cerințele recomandate de sistem listau un procesor quad core.

## Recepție
The Saboteur a primit recenzii majoritar pozitive. Site-urile web GameRankings și Metacritic i-au acordat versiunii pentru Xbox 360 un rating de 75.12% (bazat pe 47 de recenzii) și, respectiv, 73/100 (bazat pe 69 de recenzii), versiunii pentru PlayStation 3 un rating de 73.95% (bazat pe 31 de recenzii) și, respectiv, 72/100 (bazat pe 54 de recenzii), iar versiunii pentru Microsoft Windows un rating de 73.00% (bazat pe 13 de recenzii) și, respectiv, 76/100 (bazat pe 20 de recenzii).
IGN i-a acordat lui The Saboteur o notă de 7.5/10, lăudând coloana sonoră, grafica alb-negru și  "aventurile ieftine", criticând, în schimb, gameplay-ul nefinisat și animațiile oarecum prostești. GameTrailers i-a acordat jocului o notă de 7.6/10, numind jocul un alt open-world distructiv al anului 2009. Jocul a fost lăudat pentru că a fost distractiv, cu toate că site-ul a criticat vocile actorilor, grafica variată și nefinisarea. X-Play i-a acordat jocului un 3 din 5, lăudând cadrul și grafica, varietatea gameplay-ului, criticând, în schimb, povestea slabă, inamicul AI, dar și problemele tehnice.
Versiunea pentru PlayStation 3 a fost notată pentru folosirea tehnicii anti-aliasing, care de obicei are dificultăți pe o consolă la AA. Folosind una dintre unitățile de procesare sinergistică a PS3-ului pentru a obține edge detection și blurare, în condiții mai puține optime reușește să atingă echivalentul lui 16xAA. Jocul a fost comparat frecvent cu Velvet Assassin, lansat în același an și care conține estetici și stiluri de gameplay similare.